# Ljubav u Barseloni
Ljubav u Barseloni (engl. Vicky Cristina Barcelona) je američki film iz 2008. Scenario i režiju potpisuje Vudi Alen, a nosioci glavnih uloga su Ribeka Hol, Skarlet Džohanson, Havijer Bardem, Penelope Kruz i Kristofer Evan Velč.

## Kratak sadržaj
Dvije mlade Amerikanke (Ribeka Hol i Skarlet Džohanson) zaljubljuju se u istog slikara (Havijer Bardem) na ljetovanju u Španiji. Jedna je tradicionalna i odmjerena, a druga je slobodoumna djevojka umjetničke duše (ili bar ona tako sebe doživljava). U sve to spada i njegova bivša žena (Penelope Kruz)...

## Uloge
| Глумац               | Улога                  |
| -------------------- | ---------------------- |
| Ribeka Hol           | Viki                   |
| Skarlet Džohanson    | Kristina               |
| Havijer Bardem       | Huan Antonio Gonzalo   |
| Penelope Kruz        | Marija Elena           |
| Kristofer Evan Velč  | narator                |
| Kris Mesina          | Dag                    |
| Patriša Klarkson     | Džudi Neš              |
| Kevin Dan            | Mark Neš               |
| Hulio Periljan       | Čarls                  |
| Huan Kesada          | gitarista u Barseloni  |
| Manuel Barselo       | doktor                 |
| Đusep Marija Domenek | Hulio Đusep            |
| Ričard Salom         | posjetilac galerije 1  |
| Emilio de Benito     | gitarista u Arturijasu |
| Moris Sonenberg      | posjetilac galerije 2  |